# Irina Dorofeïeva
Pour les articles homonymes, voir Dorofeïev.
Irina Dorofeïeva est une chanteuse biélorusse née le 6 juillet 1977 à Moguilev (Biélorussie).
Elle a remporté son premier prix en 1989, à l'âge de 12 ans.

## Concours Eurovision de la chanson 2011
Pressentie pour représenter son pays au concours Eurovision de la chanson 2011, elle est finalement remplacée par Anastasia Vinnikava.